# Georg von Braun (jeździec)
Georg Gustaf Wilhelm von Braun  (ur. 21 marca 1886 w Istrum, zm. 23 sierpnia 1972 w Täby) – szwedzki jeździec sportowy. Złoty medalista olimpijski z Antwerpii. 
Brał udział w dwóch pierwszych igrzyskach rozgrywanych po zakończeniu I wojny światowej (IO 20, IO 24). Startował w skokach przez przeszkody i WKKW. W 1920 był częścią złotej drużyny w WKKW, a partnerowali mu Helmer Mörner, Åge Lundström oraz Gustaf Dyrsch. Cztery lata później startował w skokach, ale jego wynik nie był liczony do punktacji Szwedów i nie może się poszczycić kolejnym złotem. Indywidualnie jego największym osiągnięciem jest ósme miejsce w WKKW w 1920.
Jego syn Detlow von Braun był żeglarzem sportowym, olimpijczykiem z 1936